# Kvalspelet till Europamästerskapet i fotboll 1968 (grupp 1)
Kvalspelet till Europamästerskapet i fotboll 1968 (grupp 1) spelades mellan den 23 oktober 1966 och 22 november 1967

## Tabell
| Nr | Lag ( )         | S | V | O | F | GM | IM | MS | P |
| -- | --------------- | - | - | - | - | -- | -- | -- | - |
| 1  | Spanien         | 6 | 3 | 2 | 1 | 6  | 2  | +4 | 8 |
| 2  | Tjeckoslovakien | 6 | 3 | 1 | 2 | 8  | 4  | +4 | 7 |
| 3  | Irland          | 6 | 2 | 1 | 3 | 5  | 8  | −3 | 5 |
| 4  | Turkiet         | 6 | 1 | 2 | 3 | 3  | 8  | −5 | 4 |

## Matcher
|             | 23 oktober 1966 | Irland | 0 – 0           | Spanien | Dalymount Park | |
| 15:30 UTC±0 | 15:30 UTC±0     |        | (0 – 0) Rapport |         | Dublin Publik: 38 000<refname="Rsssf">{{Webbref\|url=http://www.rsssf.com/tables/68e-full.html%7Ctitel=EuropeanChampionship1 968(Details)\|hämtdatum=7juli2 017\|utgivare=Rsssf}}</ref> Domare: Hans Carlsson (Sverige) | Dublin Publik: 38 000<refname="Rsssf">{{Webbref\|url=http://www.rsssf.com/tables/68e-full.html%7Ctitel=EuropeanChampionship1 968(Details)\|hämtdatum=7juli2 017\|utgivare=Rsssf}}</ref> Domare: Hans Carlsson (Sverige) |
| 15:30 UTC±0 | 15:30 UTC±0     |        |                 |         | Dublin Publik: 38 000<refname="Rsssf">{{Webbref\|url=http://www.rsssf.com/tables/68e-full.html%7Ctitel=EuropeanChampionship1 968(Details)\|hämtdatum=7juli2 017\|utgivare=Rsssf}}</ref> Domare: Hans Carlsson (Sverige) | Dublin Publik: 38 000<refname="Rsssf">{{Webbref\|url=http://www.rsssf.com/tables/68e-full.html%7Ctitel=EuropeanChampionship1 968(Details)\|hämtdatum=7juli2 017\|utgivare=Rsssf}}</ref> Domare: Hans Carlsson (Sverige) |
| 15:30 UTC±0 | 15:30 UTC±0     |        |                 |         | Dublin Publik: 38 000<refname="Rsssf">{{Webbref\|url=http://www.rsssf.com/tables/68e-full.html%7Ctitel=EuropeanChampionship1 968(Details)\|hämtdatum=7juli2 017\|utgivare=Rsssf}}</ref> Domare: Hans Carlsson (Sverige) | Dublin Publik: 38 000<refname="Rsssf">{{Webbref\|url=http://www.rsssf.com/tables/68e-full.html%7Ctitel=EuropeanChampionship1 968(Details)\|hämtdatum=7juli2 017\|utgivare=Rsssf}}</ref> Domare: Hans Carlsson (Sverige) |

|             | 16 november 1966 | Irland                            | 2 – 1           | Turkiet             | Dalymount Park                                                          |                                                                         |
| 20:00 UTC±0 | 20:00 UTC±0      | Frank O'Neill 60′ Andy McEvoy 74′ | (0 – 0) Rapport | 88′ Ogün Altıparmak | Dublin Publik: 20 000<refname="Rsssf"/> Domare: Tage Sørensen (Danmark) | Dublin Publik: 20 000<refname="Rsssf"/> Domare: Tage Sørensen (Danmark) |
| 20:00 UTC±0 | 20:00 UTC±0      |                                   |                 |                     | Dublin Publik: 20 000<refname="Rsssf"/> Domare: Tage Sørensen (Danmark) | Dublin Publik: 20 000<refname="Rsssf"/> Domare: Tage Sørensen (Danmark) |
| 20:00 UTC±0 | 20:00 UTC±0      |                                   |                 |                     | Dublin Publik: 20 000<refname="Rsssf"/> Domare: Tage Sørensen (Danmark) | Dublin Publik: 20 000<refname="Rsssf"/> Domare: Tage Sørensen (Danmark) |

|  | 7 december 1966 | Spanien                                 | 2 – 0           | Irland | Mestalla                                                                       |                                                                                |
|  |                 | José María García Lavilla 20′ Pirri 35′ | (2 – 0) Rapport |        | Valencia Publik: 25 000<refname="Rsssf"/> Domare: Pieter Romer (Nederländerna) | Valencia Publik: 25 000<refname="Rsssf"/> Domare: Pieter Romer (Nederländerna) |
|  |                 |                                         |                 |        | Valencia Publik: 25 000<refname="Rsssf"/> Domare: Pieter Romer (Nederländerna) | Valencia Publik: 25 000<refname="Rsssf"/> Domare: Pieter Romer (Nederländerna) |
|  |                 |                                         |                 |        | Valencia Publik: 25 000<refname="Rsssf"/> Domare: Pieter Romer (Nederländerna) | Valencia Publik: 25 000<refname="Rsssf"/> Domare: Pieter Romer (Nederländerna) |

|  | 1 februari 1967 | Turkiet | 0 – 0           | Spanien | Ali Sami Yen-stadion                                                  |                                                                       |
|  |                 |         | (0 – 0) Rapport |         | Istanbul Publik: 35 000<refname="Rsssf"/> Domare: Gyula Gere (Ungern) | Istanbul Publik: 35 000<refname="Rsssf"/> Domare: Gyula Gere (Ungern) |
|  |                 |         |                 |         | Istanbul Publik: 35 000<refname="Rsssf"/> Domare: Gyula Gere (Ungern) | Istanbul Publik: 35 000<refname="Rsssf"/> Domare: Gyula Gere (Ungern) |
|  |                 |         |                 |         | Istanbul Publik: 35 000<refname="Rsssf"/> Domare: Gyula Gere (Ungern) | Istanbul Publik: 35 000<refname="Rsssf"/> Domare: Gyula Gere (Ungern) |

|             | 22 februari 1967 | Turkiet                                    | 2 – 1           | Irland            | Ankara 19 Mayıs Stadium                                                       |                                                                               |
| 15:00 UTC+2 | 15:00 UTC+2      | Ayhan Elmastaşoğlu 35′ Ogün Altıparmak 79′ | (1 – 0) Rapport | 89′ Noel Cantwell | Ankara Publik: 35 000<refname="Rsssf"/> Domare: Dimitar Rumenchev (Bulgarien) | Ankara Publik: 35 000<refname="Rsssf"/> Domare: Dimitar Rumenchev (Bulgarien) |
| 15:00 UTC+2 | 15:00 UTC+2      |                                            |                 |                   | Ankara Publik: 35 000<refname="Rsssf"/> Domare: Dimitar Rumenchev (Bulgarien) | Ankara Publik: 35 000<refname="Rsssf"/> Domare: Dimitar Rumenchev (Bulgarien) |
| 15:00 UTC+2 | 15:00 UTC+2      |                                            |                 |                   | Ankara Publik: 35 000<refname="Rsssf"/> Domare: Dimitar Rumenchev (Bulgarien) | Ankara Publik: 35 000<refname="Rsssf"/> Domare: Dimitar Rumenchev (Bulgarien) |

|             | 21 maj 1967 | Irland | 0 – 2           | Tjeckoslovakien                     | Dalymount Park                                                         |                                                                        |
| 15:30 UTC±0 | 15:30 UTC±0 |        | (0 – 1) Rapport | 15′ Juraj Szikora 47′ Vojtech Masný | Dublin Publik: 9 000<refname="Rsssf"/> Domare: Robert Schaut (Belgien) | Dublin Publik: 9 000<refname="Rsssf"/> Domare: Robert Schaut (Belgien) |
| 15:30 UTC±0 | 15:30 UTC±0 |        |                 |                                     | Dublin Publik: 9 000<refname="Rsssf"/> Domare: Robert Schaut (Belgien) | Dublin Publik: 9 000<refname="Rsssf"/> Domare: Robert Schaut (Belgien) |
| 15:30 UTC±0 | 15:30 UTC±0 |        |                 |                                     | Dublin Publik: 9 000<refname="Rsssf"/> Domare: Robert Schaut (Belgien) | Dublin Publik: 9 000<refname="Rsssf"/> Domare: Robert Schaut (Belgien) |

|  | 31 maj 1967 | Spanien                              | 2 – 0           | Turkiet | Estadio San Mamés                                                      |                                                                        |
|  |             | Ramón Grosso 63′ Francisco Gento 80′ | (0 – 0) Rapport |         | Bilbao Publik: 40 000<refname="Rsssf"/> Domare: Othmar Huber (Schweiz) | Bilbao Publik: 40 000<refname="Rsssf"/> Domare: Othmar Huber (Schweiz) |
|  |             |                                      |                 |         | Bilbao Publik: 40 000<refname="Rsssf"/> Domare: Othmar Huber (Schweiz) | Bilbao Publik: 40 000<refname="Rsssf"/> Domare: Othmar Huber (Schweiz) |
|  |             |                                      |                 |         | Bilbao Publik: 40 000<refname="Rsssf"/> Domare: Othmar Huber (Schweiz) | Bilbao Publik: 40 000<refname="Rsssf"/> Domare: Othmar Huber (Schweiz) |

|  | 18 juni 1967 | Tjeckoslovakien                          | 3 – 0           | Turkiet | Tehelné pole                                                                  |                                                                               |
|  |              | Jozef Adamec 25′, 70′ Josef Jurkanin 73′ | (1 – 0) Rapport |         | Bratislava Publik: 20 000<refname="Rsssf"/> Domare: Paul Schiller (Österrike) | Bratislava Publik: 20 000<refname="Rsssf"/> Domare: Paul Schiller (Österrike) |
|  |              |                                          |                 |         | Bratislava Publik: 20 000<refname="Rsssf"/> Domare: Paul Schiller (Österrike) | Bratislava Publik: 20 000<refname="Rsssf"/> Domare: Paul Schiller (Österrike) |
|  |              |                                          |                 |         | Bratislava Publik: 20 000<refname="Rsssf"/> Domare: Paul Schiller (Österrike) | Bratislava Publik: 20 000<refname="Rsssf"/> Domare: Paul Schiller (Österrike) |

|  | 1 oktober 1967 | Tjeckoslovakien       | 1 – 0           | Spanien | Stadion Eden                                                                     |                                                                                  |
|  |                | Alexander Horváth 47′ | (0 – 0) Rapport |         | Prag Publik: 40 000<refname="Rsssf"/> Domare: Gerhard Schulenburg (Västtyskland) | Prag Publik: 40 000<refname="Rsssf"/> Domare: Gerhard Schulenburg (Västtyskland) |
|  |                |                       |                 |         | Prag Publik: 40 000<refname="Rsssf"/> Domare: Gerhard Schulenburg (Västtyskland) | Prag Publik: 40 000<refname="Rsssf"/> Domare: Gerhard Schulenburg (Västtyskland) |
|  |                |                       |                 |         | Prag Publik: 40 000<refname="Rsssf"/> Domare: Gerhard Schulenburg (Västtyskland) | Prag Publik: 40 000<refname="Rsssf"/> Domare: Gerhard Schulenburg (Västtyskland) |

|  | 22 oktober 1967 | Spanien                           | 2 – 1           | Tjeckoslovakien   | Santiago Bernabéu                                                           |                                                                             |
|  |                 | Pirri 32′ José Eulogio Gárate 61′ | (1 – 0) Rapport | 75′ Ladislav Kuna | Madrid Publik: 40 000<refname="Rsssf"/> Domare: Antonio Sbardella (Italien) | Madrid Publik: 40 000<refname="Rsssf"/> Domare: Antonio Sbardella (Italien) |
|  |                 |                                   |                 |                   | Madrid Publik: 40 000<refname="Rsssf"/> Domare: Antonio Sbardella (Italien) | Madrid Publik: 40 000<refname="Rsssf"/> Domare: Antonio Sbardella (Italien) |
|  |                 |                                   |                 |                   | Madrid Publik: 40 000<refname="Rsssf"/> Domare: Antonio Sbardella (Italien) | Madrid Publik: 40 000<refname="Rsssf"/> Domare: Antonio Sbardella (Italien) |

|             | 15 november 1967 | Turkiet | 0 – 0           | Tjeckoslovakien | Ankara 19 Mayıs Stadium                                                       |                                                                               |
| 18:30 UTC+2 | 18:30 UTC+2      |         | (0 – 0) Rapport |                 | Ankara Publik: 52 000<refname="Rsssf"/> Domare: Nicolae Mihăilescu (Rumänien) | Ankara Publik: 52 000<refname="Rsssf"/> Domare: Nicolae Mihăilescu (Rumänien) |
| 18:30 UTC+2 | 18:30 UTC+2      |         |                 |                 | Ankara Publik: 52 000<refname="Rsssf"/> Domare: Nicolae Mihăilescu (Rumänien) | Ankara Publik: 52 000<refname="Rsssf"/> Domare: Nicolae Mihăilescu (Rumänien) |
| 18:30 UTC+2 | 18:30 UTC+2      |         |                 |                 | Ankara Publik: 52 000<refname="Rsssf"/> Domare: Nicolae Mihăilescu (Rumänien) | Ankara Publik: 52 000<refname="Rsssf"/> Domare: Nicolae Mihăilescu (Rumänien) |

|             | 22 november 1967 | Tjeckoslovakien         | 1 – 2           | Irland                                      | Stadion Eden                                                             |                                                                          |
| 14:00 UTC+1 | 14:00 UTC+1      | John Dempsey 58′ (sjm.) | (0 – 0) Rapport | 63′ Ray Treacy 86′ (str.) Turlough O'Connor | Prag Publik: 8 000<refname="Rsssf"/> Domare: Erwin Vetter (Västtyskland) | Prag Publik: 8 000<refname="Rsssf"/> Domare: Erwin Vetter (Västtyskland) |
| 14:00 UTC+1 | 14:00 UTC+1      |                         |                 |                                             | Prag Publik: 8 000<refname="Rsssf"/> Domare: Erwin Vetter (Västtyskland) | Prag Publik: 8 000<refname="Rsssf"/> Domare: Erwin Vetter (Västtyskland) |
| 14:00 UTC+1 | 14:00 UTC+1      |                         |                 |                                             | Prag Publik: 8 000<refname="Rsssf"/> Domare: Erwin Vetter (Västtyskland) | Prag Publik: 8 000<refname="Rsssf"/> Domare: Erwin Vetter (Västtyskland) |